# Диурбель (город)
Диурбе́ль (фр. Diourbel; волоф Jurbel) — город на западе центральной части Сенегала в одноимённом департаменте области Диурбель.

## География и экономика
Город Диурбель находится на западе Сенегала, в 150 километрах к востоку от столицы страны, города Дакар, на высоте 14 м над уровнем моря. Город является административным центром одноимённого департамента и сенегальской области Диурбель.
Основной сферой деятельности местного населения народности волоф является выращивание арахиса. В связи с продолжающимся наступлением пустыни и длительными засухами значительная часть населения этого региона живёт в постоянной бедности, многие дети недоедают.

## Климат
| Показатель                    | Янв. | Фев. | Март | Апр. | Май  | Июнь | Июль  | Авг.  | Сен.  | Окт. | Нояб. | Дек. | Год   |
| ----------------------------- | ---- | ---- | ---- | ---- | ---- | ---- | ----- | ----- | ----- | ---- | ----- | ---- | ----- |
| Средний суточный максимум, °C | 33,3 | 35,9 | 38,4 | 39,7 | 39,7 | 38,1 | 35,2  | 33,7  | 33,8  | 36,3 | 36,6  | 33,6 | 36,2  |
| Средняя температура, °C       | 24,5 | 26,4 | 28,4 | 29,4 | 30,3 | 30,6 | 29,7  | 28,7  | 29,6  | 27,4 | 25,6  | 24,9 | 28,3  |
| Средний суточный минимум, °C  | 15,7 | 17,0 | 18,4 | 19,2 | 20,8 | 23,1 | 24,1  | 23,8  | 23,5  | 22,9 | 18,2  | 16,2 | 20,3  |
| Норма осадков, мм             | 1,5  | 0,4  | 0,0  | 0,0  | 0,8  | 28,8 | 105,7 | 185,4 | 153,4 | 37,9 | 1,0   | 1,1  | 516,0 |
| Источник:                     |      |      |      |      |      |      |       |       |       |      |       |      |       |

## Население
По данным на 2013 год численность населения города составляла 109 453 человека.
Динамика численности населения города по годам:
| 1988   | 1997   | 2001    | 2002   | 2013    |
| ------ | ------ | ------- | ------ | ------- |
| 76 548 | 99 437 | 112 950 | 95 984 | 109 453 |

## Политика
В Диурбеле размещены штаб-квартиры ряда сенегальских партий и политических движений:
- Mouvement des citoyens pour une démocratie de développement (Гражданское движение за демократию и развитие)
- Mouvement national des serviteurs des masses (Национальное движение служения народу)
- Parti populaire sénégalais (Народная партия Сенегала).

## Города-побратимы
- Авиньон, Франция